# Planète insolite
 (décembre 2024).
- Si vous ne connaissez pas le sujet, laissez ce bandeau (vous pouvez alors contacter les auteurs).
- Si vous supprimez le contenu mis en cause (vous pouvez préalablement contacter les auteurs),

argumentez précisément cette suppression dans la page de discussion
(un manque de référence n'est pas un argument ; une recherche réelle de référence doit avoir été effectuée, être formellement documentée).
 (décembre 2022).
Pour les articles homonymes, voir Lonely Planet (homonymie).
Planète insolite (Globe Trekker) est une série documentaire britannique de 248 épisodes de 52 minutes, créée par Ian Cross, produite entre 1992 et 2016 et diffusée depuis 1994 dans plusieurs pays dont la France sur les chaines France 5 et Voyage depuis 1996.
L'émission connait plusieurs titres en fonction des années de production ou des pays de diffusion :  Lonely Planet, Pilot Guides ou Globe Trekker.

## Synopsis
Le programme propose un tour du monde des endroits les plus insolites et les plus exotiques.
Dans chaque épisode, un jeune présentateur, appelé « voyageur » (« traveller » en VO) dans l'émission, part à la découverte d'un pays, une ville ou une région comme le ferait un « routard » avec son sac à dos (appelé aussi « backpacker » ou « globe-trotter » dans le monde anglo-saxon). Il découvre ainsi les images, les sons et la culture que le lieu a à offrir et passe du temps avec les habitants.
L'émission va souvent bien au-delà des destinations touristiques populaires afin de donner aux téléspectateurs un regard plus authentique sur la culture locale. Les présentateurs participent généralement à différents aspects de la vie régionale, comme assister à un mariage traditionnel ou visiter une communauté minière. Ils s'adressent directement au spectateur, agissant en tant que touristes devenus guides touristiques, mais sont également filmés en train d'interagir avec les habitants et de découvrir des lieux intéressants dans des séquences (pour la plupart) inédites.
Les épisodes incluent également parfois de brèves interviews de routards qui partagent des conseils sur les voyages indépendants dans ce pays ou cette ville en particulier.
Des épisodes spéciaux présentent en profondeur une ville (dans le format « City guide »), des plages, les singes, la nature, un « road trip », un pèlerinage, la traite des esclaves, un site historique, les pirate, les animaux, les meilleurs spots de plongée, des treks, les volcans, la guerre, le shopping, l'histoire, les festivals et les guides gastronomiques.

## Présentateurs/voyageurs
De nombreux présentateurs se sont succédé au long des 14 saisons du programme. Certains d'entre eux, comme Bradley Cooper,,, qui présente plusieurs épisodes de Treks in a Wild World et qui apparait dans un seul épisode collectif de Planète insolite, ou, dans une moindre mesure, Christina Chang, débutent ainsi leur carrière dans cette émission ou ses dérivées avant de connaitre une notoriété plus importante au cinéma ou à la télévision.
La liste ci-dessous est limitée aux présentateurs ayant présenté au moins un épisode de Planète insolite.
- Jonathan Atherton
- Danielle Baker
- Brianna Barnes
- Estelle Bingham
- Christina Chang
- Bobby Chinn (en)[7]
- Katie Comer
- Bradley Cooper
- Mark Crowdy
- Zoe D’Amato
- Andrew Daddo (en)
- Tyler Florence (en)
- Neil Gibson
- Nikki Grosse
- Zay Harding (en)
- Katy Haswell
- Judith Jones[8]
- Padma Lakshmi
- Christina LaMonica
- Susan Lay (en)
- Megan McCormick
- Shilpa Mehta
- Holly Morris
- Eils Nevitt
- Zoe Palmer
- Merrilees Parker (en)
- Alex Riley (en)
- Sami Sabiti
- Justine Shapiro[9]
- Lavinia Tan
- Adela Úcar
- Lucille Whitney
- Ian Wright
- Matt Young

 Version française :
- Société de doublage : Imagine, MFP

## Production

### Développement
La société Pilot Productions commence la production de l'émission en 1993, sous le titre Lonely Planet. Il est alors la déclinaison télévisuelle de la série de guides de voyage Lonely Planet.
La diffusion du programme débute en 1994 sous ce titre, les premières émissions sont produites pour la chaine de télévision britannique Channel 4 et le réseau de diffusion Discovery Networks (qui édite notamment les différentes chaines Discovery Channel à travers le monde).
L'émission est ainsi diffusée aux États-Unis dès 1994 sur la chaîne Travel Channel, appartenant au groupe Discovery Networks, juste après la première diffusion britannique.
En 2000, le programme change de nom, passant de Lonely Planet à Pilot Guides pour devenir plus tard Globe Trekker.

### Tournage
Douze à quinze semaines sont généralement nécessaires afin de finaliser un épisode, incluant au minimum quatre semaines de recherches, trois semaines de planification et de préparation (échanges avec les administrations locales chargées du tourisme, organisation du voyage), environ un mois de tournage sur place et trois semaines de montage et de post-production.
Le présentateur est souvent accompagné d'une équipe technique composée de cinq à six membres, qui n'apparaissent cependant jamais devant la caméra. L'équipe technique est composée d'un cadreur, d'un ingénieur du son, d'un producteur et d'un réalisateur, ces deux derniers partant en reconnaissance sur les lieux deux semaines avant le tournage.
Un chauffeur, un pilote ou un facilitateur (ou « fixeur ») local est parfois également engagé.
Chaque émission est produite avec un budget très limité.
Le présentateur et l'équipe technique ne passent presque jamais plus de trois nuits dans une même zone.
En France, l'émission est diffusée avec un doublage de type « Voice-over ».

### Fiche technique
Sauf indication contraire, les informations mentionnées dans cette section peuvent être confirmées par la base de données cinématographiques IMDb,  présente dans la section « Liens externes ».
- Titre original : Lonely Planet puis Pilot Guides puis Globe Trekker
- Titre français : Planète insolite
- Autres titres francophones : Lonely Planet, Pilot Guides
- Création : Ian Cross[10]
- Directeur musical : Neville Farmer
- Musique : Ian Ritchie, Michael Conn, Colin Winston Fletcher
- Production : Ian Cross
- Sociétés de production : Pilot Productions, WETA (en)[2]
- Sociétés de distribution : Pilot Productions
- Pays d'origine :  Royaume-Uni
- Langue originale : Anglais
- Format : 4/3
- Genre : Documentaire
- Nombre de saisons : 17
- Nombre d'épisodes : 248
- Durée : 52 minutes
- Dates de première diffusion :
  -  Royaume-Uni : 31 décembre 1994 sur Channel 4
  -  États-Unis :
  -  France :
- Classification : Tout public

### Diffusion internationale
Sauf indication contraire, les informations mentionnées dans cette section peuvent être confirmées par la base de données cinématographiques IMDb,  présente dans la section « Liens externes ».
Elle est diffusée dans plus de 40 pays et est suivie par plus de 30 millions de téléspectateurs. Les diffusions incluent notamment :
| Pays             | Diffuseur                  | Noms de l'émission                                 |
| ---------------- | -------------------------- | -------------------------------------------------- |
| Allemagne        | AB SAT                     | ?                                                  |
| Allemagne        | Discovery Allemagne        | ?                                                  |
| Australie        | 7 Network                  | ?                                                  |
| Australie        | ABC Network                | ?                                                  |
| Canada           | Outdoor Life Network       | ?                                                  |
| Canada           | Canal Évasion              | ?                                                  |
| Corée du Sud     | EDS                        | ?                                                  |
| Corée du Sud     | A9                         | ?                                                  |
| Danemark         | Denmark Radio              | ?                                                  |
| Espagne          | Canal Viajar               | Trotamundos                                        |
| Espagne          | TVE                        | Trotamundos                                        |
| États-Unis       | American Public Television | Lonely Planet, Globe Trekker                       |
| États-Unis       | PBS                        | Lonely Planet, Globe Trekker                       |
| États-Unis       | The Learning Channel       | Lonely Planet, Globe Trekker                       |
| États-Unis       | Travel Channel             | Lonely Planet, Globe Trekker                       |
| Finlande         | YLE                        | Matkapassi                                         |
| France           | France 5                   | Lonely Planet, Pilot Guides, Planète insolite      |
| France           | Voyage                     | Pilot Guides                                       |
| Grèce            | ERT                        | Yperoha taxidia-monadikoi proorismoi, Taxidevontas |
| Grèce            | Videosonic (sortie vidéo)  | Yperoha taxidia-monadikoi proorismoi, Taxidevontas |
| Hong Kong        | Asia TV                    | ?                                                  |
| Israël           | IBA                        | ?                                                  |
| Norvège          | NRK                        | ?                                                  |
| Nouvelle-Zélande | TV NZ                      | ?                                                  |
| Nouvelle-Zélande | Prime TV                   | ?                                                  |
| Roumanie         | ?                          | Planeta singuratica                                |
| Royaume-Uni      | Channel 4                  | Lonely Planet, Pilot Guides,Globe Trekker          |
| Royaume-Uni      | Travel Channel             | Lonely Planet, Pilot Guides,Globe Trekker          |
| Russie           | ?                          | Одинокая планета                                   |
| Singapour        | TV12                       | ?                                                  |
| Slovaquie        | ?                          | Letom svetom                                       |
| Slovénie         | ?                          | Svetovni popotnik                                  |

## Épisodes
| Saison    | Année de production | Nombre d'épisodes | Première diffusion               | Première diffusion | Première diffusion |
| Saison    | Année de production | Nombre d'épisodes | Royaume-Uni                      | États-Unis         | France             |
| --------- | ------------------- | ----------------- | -------------------------------- | ------------------ | ------------------ |
| Saison 1  | 1994                | 13                | 31 décembre 1994 sur Channel 4   |                    |                    |
| Saison 2  | 1995                | 13                | 12 juin 1995 sur Channel 4       |                    |                    |
| Saison 3  | 1996                | 13                | 15 janvier 1998 sur Channel 4    |                    |                    |
| Saison 4  | 1997                | 13                | 30 avril 1998 sur Channel 4      |                    |                    |
| Saison 5  | 1998                | 13                | 4 septembre 2000 sur Channel 4   |                    |                    |
| Saison 6  | 1999                | 13                | 24 mai 2002 sur Channel 4        |                    |                    |
| Saison 7  | 2000                | 13                | 1er septembre 2002 sur Channel 4 |                    |                    |
| Saison 8  | 2001                | 13                | 11 octobre 2002 sur Channel 4    |                    |                    |
| Saison 9  | 2002                | 13                | 17 août 2003 sur Channel 4       |                    |                    |
| Saison 10 | 2003                | 13                | 28 septembre 2004 sur Channel 4  |                    |                    |
| Saison 11 | 2004                | 14                | 13 novembre 2005 sur Channel 4   |                    |                    |
| Saison 12 | 2005                | 14                | 1er avril 2007 sur Channel 4     |                    |                    |
| Saison 13 | 2006                | 13                |                                  |                    |                    |
| Saison 14 | 2007                | 13                |                                  |                    |                    |
| Saison 15 | 2008                | 13                |                                  |                    |                    |
| Saison 16 | 2009                | 13                | 10 avril 2014 sur Channel 4      |                    |                    |
| Saison 17 | 2010                | 14                | 8 novembre 2015 sur Channel 4    |                    |                    |

## Émissions spéciales

### Round the World
En 2012, pour fêter le vingtième anniversaire du début de la production de Planète insolite, huit épisodes spéciaux sont tournés pour constituer une saison spéciale Round the world, parfois également nommée Globe Trekker Round the World 20th Anniversary Special ou Globe Trekker Around the World.
Les deux épisodes concernant la Route de la Soie ont été réalisés avec le soutien de l'Organisation mondiale du tourisme.
- Première diffusion :
  -  Royaume-Unii : 28 mars 2015 sur Channel 4[29]
  -  États-Unis :
  -  France :

| # | Titre de l'épisode                                                                           | Titre original                                                               | Régions et pays visités              | Présentateurs/Voyageurs |
| - | -------------------------------------------------------------------------------------------- | ---------------------------------------------------------------------------- | ------------------------------------ | ----------------------- |
| 1 | Tour du monde - Partie 1 : A travers l’Amérique : Route 66 & au-delà                         | Round the World Part 1: Across America: Route 66 & Beyond                    | États-Unis                           | Justine Shapiro         |
| 2 | Tour du monde - Partie 2 : Pan Americana 1 : Conquistadors, Incas & Inquisitions             | Round the World Part 2: Pan Americana 1: Conquistadors, Aztecs & Revolution  | Mexique                              | Brianna Barnes          |
| 3 | Tour du monde - Partie 3 : Pan Americana 2 : Conquistadors, Aztèques & Revolutions           | Round the World Part 3: Pan Americana 2: Conquistadors, Aztecs & Revolutions | Pérou                                | Judith Jones            |
| 4 | Tour du monde - Partie 4 : Aventures dans le Pacifique 1 : de Santiago à Pitcairn            | Round the World Part 4 : Pacific Journeys 1: Santiago to Pitcairn            | Chili - Îles Pitcairn                | Zay Harding (en)        |
| 5 | Tour du monde - Partie 5 : Aventures dans le Pacifique 2 : des Tonga à la Nouvelle-Calédonie | Round the World Part 5 : Pacific Journeys 2: Tonga to New Caledonia          | Tonga - Nouvelle-Calédonie ( France) | Zay Harding (en)        |
| 6 | Tour du monde - Partie 6 : Route de la soie 1 : de Xi’an à Kashgar                           | Round the World Part 6 : The Silk Road 1: Xi’an to Kashgar                   | Chine                                | Megan McCormick         |
| 7 | Tour du monde - Partie 7 : Route de la soie 2 : de Kashgar à Istanbul                        | Round the World Part 7 : The Silk Road 2: Kashgar to Istanbull               | Chine - Turquie                      | Holly Morris            |
| 8 | Tour du monde - Partie 8 : De l'est vers l'ouest : d'Istanbul à Vienne                       | Round the World Part 8 : East to West: Istanbul to Vienna                    | Turquie - Autriche                   | Ian Wright              |

## Accueil

### Réception critique
En 2020, The Washington Post liste le programme, alors hébergé sur la plate-forme de streaming Vudu, comme l'une des meilleures émissions de voyage.

### Distinction
Le programme (incluant ses séries dérivées) a remporté plus de 20 prix internationaux, dont six prix « CableACE Awards ».

#### Récompenses
- CableACE Awards 1995[32] :
  - Meilleur présentateur de magazine : Ian Wright pour l'épisode Lonely Planet : Maroc
  - Série ou épisode spécial - Catégorie « Loisirs » : émission Lonely Planet : Maroc
- CableACE Awards 1996[33],[34] :
  - Meilleur présentateur de magazine : Ian Wright pour l'épisode Lonely Planet : Asie Centrale
  - Série ou épisode spécial - Catégorie « Loisirs » : émission Lonely Planet : Asie Centrale
- CableACE Awards 1997[35] :
  - Meilleur présentateur de magazine : Ian Wright pour l'épisode Lonely Planet : Éthiopie
  - Série ou épisode spécial - Catégorie « Loisirs » : émission Lonely Planet : Éthiopie

## Produits dérivées

### Sorties en DVD
L'ensemble des épisodes de l'émission fait l'objet d'une sortie en DVD.

### Sortie en CD des musiques de l'émission
La série est connue pour son thème distinctif et sa musique de fond, qui se compose en grande partie de compositions de musique électronique instrumentales contenant des éléments de musique folklorique venant de différentes parties du monde.
La plupart de la musique est écrite pour l'émission par Ian Ritchie (en), Michael Conn, Colin Winston-Fletcher, avec de compositions complémentaires écrites par Makoto Sakamoto, Nainita Desai & Malcolm Laws, Nomad (en), Jesper Mattsson, The Insects (en), The West India Company, Blancmange et Pandit Dinesh (en).
Plusieurs compilations de morceaux de l'émission ont été publiées sous forme d'albums tels que Music form the Lonely Planet (volumes 1 et 2), Globe Trekker: Ambient Journeys, Globe Trekker: Earth Journeys (volumes 1 et 2), Globe Trekker: Music From The TV Series (volumes 1 et 2), Globe Trekker: Asian Journeys, Globe Trekker: Latin American Journeys, et Globe Trekker: World Jam. Ces compilations reprennent les différents thèmes musicaux qui constituent le fond sonore de l'émission.
En 1995, la première compilation des musiques de l'émission est publiée[source insuffisante].

#### Music from the Lonely Planet
Également publiée sous le titre Lonely Planet: Music from the Lonely Planet, Vol. 1, cet album, sorti en 1995, est la première compilation des thèmes musicaux utilisés dans les différents épisodes des deux premières saisons de l'émission.
Le disque Music from the Lonely Planet - Disque 1 fait l'objet d'une réédition indépendante en 2003 sous le titre Globe Trekker: Original Journeys,.

Le disque Music from the Lonely Planet - Disque 2 fait l'objet d'une réédition indépendante également en 2003 sous le titre Globe Trekker - Ambient Journeys,.
| 1.  | Lonely Planet Theme  | Ian Ritchie                    | 03:33 |
| 2.  | Mountain Girl        | Michael Conn                   | 03:08 |
| 3.  | Sintir Song          | Michael Conn                   | 02:42 |
| 4.  | Desert Storm         | Michael Conn                   | 03:28 |
| 5.  | Pool                 | Ian Ritchie                    | 00:59 |
| 6.  | Shinkansen           | Stephen Luscombe/Pandit Dinesh | 02:39 |
| 7.  | My Eyes              | Stephen Luscombe/Pandit Dinesh | 04:13 |
| 8.  | Saigon               | Michael Conn                   | 03:45 |
| 9.  | Dolphin Fever        | Stephen Luscombe/Pandit Dinesh | 03:12 |
| 10. | Maroc Dance          | Michael Conn                   | 03:53 |
| 11. | Lace Maker           | Ian Ritchie                    | 00:55 |
| 12. | Rain Dreaming        | Stephen Luscombe/Pandit Dinesh | 02:53 |
| 13. | Yoni of the Universe | Stephen Luscombe/Pandit Dinesh | 02:14 |
| 14. | Vanuatu Voices       | Michael Conn                   | 02:01 |
| 15. | Soono Humoro         | Stephen Luscombe/Pandit Dinesh | 05:01 |
| 16. | Zimbabwe             | Michael Conn                   | 03:52 |
| 17. | Dreamtime            | Stephen Luscombe/Pandit Dinesh | 04:16 |
| 18. | Willy's Hymn         | Michael Conn                   | 01:59 |
| 19. | Solomon Song         | Michael Conn                   | 02:57 |

| 1.  | Songbird                | Ian Ritchie                    | 04:04 |
| 2.  | Red Rocks               | Ian Ritchie                    | 06:56 |
| 3.  | Equador                 | Ian Ritchie                    | 08:43 |
| 4.  | Indonesia               | Ian Ritchie                    | 07:08 |
| 5.  | Mountain Voice          | Michael Conn/Ian Ritchie       | 06:43 |
| 6.  | Nagasaki Sunburst       | Stephen Luscombe/Pandit Dinesh | 05:08 |
| 7.  | Mohammed's Call         | Michael Conn/Ian Ritchie       | 08:00 |
| 8.  | Galapagos               | Ian Ritchie                    | 04:34 |
| 9.  | Brazil                  | Ian Ritchie                    | 03:02 |
| 10. | Technotrain/Taj Express | Stephen Luscombe/Pandit Dinesh | 06:45 |
| 11. | Windpower               | Ian Ritchie                    | 06:33 |

#### Lonely Planet Volume 2 (More Music From The Lonely Planet)
Cet album, sorti en 1996, est la seconde compilation des thèmes musicaux utilisés dans les différents épisodes des trois premières saisons de l'émission. Il est également le dernier album à être publié sous le titre Lonely Planet, les compilations suivantes étant publiées sous le titre Globe Trekker.
Le disque Lonely Planet Volume 2 (More Music From The Lonely Planet) - Disque 1 fait l'objet d'une réédition indépendante en 2004 sous le titre Globe Trekker Earth Journeys Volume 1,.

Le disque Lonely Planet Volume 2 (More Music From The Lonely Planet) - Disque 2 fait l'objet d'une réédition indépendante également en 2004 sous le titre Globe Trekker Earth Journeys Volume 2,.
| 1.  | Lonely Planet Theme II                                                      | Ian Ritchie                | 04:38 |
| 2.  | Miao Song                                                                   | Michael Conn               | 03:23 |
| 3.  | Journey to Djenne                                                           | Nainita Desai/Malcolm Laws | 02:46 |
| 4.  | Nez Perce                                                                   | Michael Conn               | 04:34 |
| 5.  | On the Road to Varkkalai                                                    | Nina Miles                 | 03:03 |
| 6.  | Kilimanjaro                                                                 | West India Company         | 02:21 |
| 7.  | And the Prince Had a Dream                                                  | Nainita Desai/Malcolm Laws | 04:51 |
| 8.  | Karakol-Girl With Guitar                                                    | Traditional                | 02:24 |
| 9.  | Powayaane                                                                   | Ian Ritchie                | 03:07 |
| 10. | Silk Road - God Is Good                                                     | Nina Miles                 | 04:24 |
| 11. | Zanzibar                                                                    | Michael Conn               | 04:04 |
| 12. | Rishi Darling- O Jane Wale Trans: The Happy Traveller (North India)         | West India Company         | 03:38 |
| 13. | The Classification of Gesture Medley" the Classification of Hands / Laws of | Colin Winston-Fletcher     | 11:42 |

| 1.  | Arctic Dance                    | Michael Conn               | 03:09 |
| 2.  | Cafe D'Afrique                  | Nainita Desai/Malcolm Laws | 02:54 |
| 3.  | Saga                            | Ian Ritchie                | 05:16 |
| 4.  | Ranchero                        | Colin Winston-Fletcher     | 02:07 |
| 5.  | Dog Bates Moon                  | Colin Winston-Fletcher     | 02:40 |
| 6.  | Uzbekistan Express              |                            | 01:46 |
| 7.  | Tilt                            | West India Company         | 03:32 |
| 8.  | Soul Flute                      | Michael Conn               | 00:53 |
| 9.  | The Watering of a Tree (Turkey) | Colin Winston-Fletcher     | 02:11 |
| 10. | Spirit Girl/ Saraswati's Shakti |                            | 04:10 |
| 11. | Berberama                       | Nainita Desai/Malcolm Laws | 02:15 |
| 12. | Wo-Lo-Lo                        | Nainita Desai/Malcolm Laws | 03:30 |
| 13. | Four Miles Away                 | Colin Winston-Fletcher     | 02:00 |
| 14. | Chinatown                       | Michael Conn               | 02:17 |
| 15. | Chile'd Out (Chile)             | Nainita Desai/Malcolm Laws | 04:51 |
| 16. | Chant                           | Ian Ritchie                | 02:06 |
| 17. | Return to Bac Ha (Vietnam)      | Michael Conn               | 03:41 |

#### Autres albums
D'autres albums thématiques regroupant les musiques de l'émission sont également publiés :
- Globe Trekker - Volume 1
- Globe Trekker - Volume 2, publiée en 2002[44]
- Globe Trekker Asian Journeys, publiée en 2005[45]
- Globe Trekker Globe Jam, publiée en 2008[46]
- Globe Trekker Metropolis, publiée en 2008[47]
- Globe Trekker World Jam
- Globe Trekker Epic
- Globe Trekker Latin American Journeys

## Émissions dérivées
Le concept de l'émission est ainsi décliné en plusieurs émissions ou séries d'émissions dérivées sur des thématiques spécifiques : Treks in a Wild World, Traditions et saveurs (Planet Food), Bazaar et World Cafe (Asia et Middle-East)..
Certains extraits de ces émissions dérivées sont par ailleurs repris dans certains émissions spéciales de Planète insolite.

### Treks in a Wild World

#### Synopsis
L'émission Treks in a Wild World est une déclinaison du programme Planète insolite dédiée aux plus beaux treks du monde. A la différence de Planète insolite, dont les thèmes principaux sont la découverte d'un pays, de sa culture et de ses habitants, les thèmes principaux de Treks in a Wild World sont l’exploration sportive d'une région et la recherche d'adrénaline.
Ainsi chaque épisode présente une région à la nature souvent sauvage et préservée, parfois inexplorée, qu'un présentateur explore via différents moyens de transports (vélo, canoé, kayak, à dos de cheval ou tout simplement à pied).
La production débute en 1999 et est diffusé dans une dizaine de pays.

#### Présentateurs/Trekkers
- Brianna Barnes
- Estelle Bingham
- Bradley Cooper
- Roger Dahl
- Steve F. Dunn
- Zay Harding (en)
- Jimmy Haynes
- Christina LaMonica
- Megan McCormick
- Holly Morris
- Eils Nevitt
- Zoe Palmer
- Matt Young

#### Liste des épisodes
Le programme est composé de 6 saisons et de 49 épisodes.

##### Saison 1 (2000)
- Première diffusion :
  -  Royaume-Uni :
  -  États-Unis :
  -  France :

| #  | Titre de l'épisode                                                     | Titre original                                         | Régions et pays visités | Présentateurs/Trekkers |
| -- | ---------------------------------------------------------------------- | ------------------------------------------------------ | ----------------------- | ---------------------- |
| 1  | Vélo sur le Kokopelli Trail (en), Colorado, Utah                       | Biking the Kokopelli Trail, Colorado, Utah             | États-Unis              | Holly Morris           |
| 2  | Canoé sur le Rio Grande, Texas                                         | Canoeing the Rio Grande, Texas                         | États-Unis              | Zay Harding (en)       |
| 3  | Randonnée dans les plaines d'Oklahoma                                  | Hiking the Oklahoma Plains                             | États-Unis              | Holly Morris           |
| 4  | Kayak de mer dans la Na Pali Coast, Hawaii                             | Sea Kayaking the Na Pali Coast, Hawaii                 | États-Unis              | Christina LaMonica     |
| 5  | Randonnée à Molokai, Hawaii                                            | Hiking Molokai, Hawaii                                 | États-Unis              | Christina LaMonica     |
| 6  | Kayak dans la Baie du Prince William, Alaska                           | Kayaking Prince William Sound Alaska                   | États-Unis              | Bradley Cooper         |
| 7  | Randonnée arctique en Alaska                                           | Arctic Hiking in Alaska                                | États-Unis              | Bradley Cooper         |
| 8  | Exploration de Canyonlands, Arizona                                    | Exploring Canyonlands, Arizona                         | États-Unis              | Holly Morris           |
| 9  | Déplacement du bétail au Wyoming                                       | Cattle Driving in Wyoming                              | États-Unis              | Holly Morris           |
| 10 | Vélo dans le Golden Circle, Alaska                                     | Cycling the Golden Circle, Alaska                      | États-Unis              | Bradley Cooper         |
| 11 | Escalade des Grand Tetons, Wyoming                                     | Climbing the Grand Tetons, Wyoming                     | États-Unis              | Christina LaMonica     |
| 12 | Vélo sur la Ligne continentale, Nouveau-Mexique                        | Biking the Continental Divide, New Mexico              | États-Unis              | Holly Morris           |
| 13 | Escalade sur glace au Mont Rainier, Whashington                        | Ice Climbing Mt. Rainier, Washington                   | États-Unis              | Zay Harding (en)       |
| 14 | Canyoning en pays Apache, Arizona                                      | Canyoneering in Apacheland, Arizona                    | États-Unis              | Holly Morris           |
| 15 | Rafting dans le Gauley River, Virginie                                 | Whitewhater Rafting the Gauley River, Virginia         | États-Unis              | Bradley Cooper         |
| 16 | Embuscade dans le Sangre de Cristos, Colorado                          | Bushwhacking in the Sangre de Cristos, Colorado        | États-Unis              | Holly Morris           |
| 17 | Plongée sous-marine dans les Manatees, Floride                         | Diving with the Manatees, Florida                      | États-Unis              | Holly Morris           |
| 18 | Randonnée dans le King's Canyon, Californie                            | Hiking in King's Canyon, California                    | États-Unis              | Christina LaMonica     |
| 19 | Randonnée sur le sentier des Appalaches, New Hampshire                 | Hiking the Appalachian Trail, New Hampshire            | États-Unis              | Holly Morris           |
| 20 | Canoe dans le marais d'Okefenokee, Géorgie                             | Canoeing the Okefenokee Swamp, Georgia                 | États-Unis              | Christina LaMonica     |
| 21 | Plongée sur épave et navigation dans les Outer Banks, Caroline du Nord | Wreck Diving & Sailing the Outer Banks, North Carolina | États-Unis              | Holly Morris           |
| 22 | Cheval de bât dans le Yellowstone, Wyoming                             | Horse Packing in Yellowstone, Wyoming                  | États-Unis              | Christina LaMonica     |
| 23 | « Poling » dans le Bonaventure, Quebec                                 | Poling the Bonaventure, Quebec                         | Canada                  | Bradley Cooper         |
| 24 | Randonnée dans le Barrancas del Cobre, Mexique                         | Hiking in Copper Canyon, Mexico                        | Mexique                 | Zay Harding (en)       |
| 25 | Vélo sur le Viking Trail, Terre-Neuve                                  | Cycling the Viking Trail, Newfoundland                 | Canada                  | Bradley Cooper         |
| 26 | Rafting à Veracruz, Mexique                                            | Veracruz Rafting, Mexico                               | Mexique                 | Zay Harding (en)       |

##### Saison 2 (2001)
- Première diffusion :
  -  Royaume-Uni :
  -  États-Unis :
  -  France :

| #  | Titre de l'épisode                                                                    | Titre original                                                         | Régions et pays visités             | Présentateurs/Voyageurs           |
| -- | ------------------------------------------------------------------------------------- | ---------------------------------------------------------------------- | ----------------------------------- | --------------------------------- |
| 1  | Trekking à Bornéo                                                                     | Trekking in Borneo                                                     | Indonésie                           | Holly Morris                      |
| 2  | Trekking en Laponie                                                                   | Trekking in Lapland                                                    | Finlande                            | Roger Dahl, Holly Morris          |
| 3  | Trekking en Amazonie                                                                  | Trekking in the Amazon                                                 | Brésil                              | Eils Nevitt                       |
| 4  | Trekking au Pérou                                                                     | Trekking in Peru                                                       | Pérou                               | Bradley Cooper                    |
| 5  | Trekking au Kénya                                                                     | Trekking in Kenya                                                      | Kenya                               | Megan McCormick                   |
| 6  | Navigation sur la côte croate                                                         | Sailing the Croatian Coast                                             | Croatie                             | Bradley Cooper                    |
| 7  | Trekking en Papouasie-Nouvelle-Guinée                                                 | Trekking in Papua New Guinea                                           | Papouasie-Nouvelle-Guinée           | Zay Harding (en)                  |
| 8  | Escalade dans les Alpes                                                               | Climbing The Alps                                                      | Italie - Suisse                     | Holly Morris                      |
| 9  | Vélo sur la Karakoram Highway, Pakistan                                               | Cycling the Karakoram Highway, Pakistan                                | Pakistan                            | Estelle Bingham                   |
| 10 | Trekking en Egypte                                                                    | Trekking in Egypt                                                      | Égypte                              | Estelle Bingham                   |
| 11 | Les nomades du Niger                                                                  | The Nomads of Niger                                                    | Niger                               | Holly Morris                      |
| 12 | La République Dominicaine                                                             | The Dominican Republic                                                 | République dominicaine              | Megan McCormick                   |
| 13 | Trek Special - Escalade de la Puncak Trikora & plongée dans les Îles Turks et Caïques | Trek Special - Climbing Mount Trikora & Diving in the Turks and Caicos | Indonésie - Îles Turques-et-Caïques | Zay Harding (en), Megan McCormick |

##### Saison 3 (2002)
- Première diffusion :
  -  Royaume-Uni :
  -  États-Unis :
  -  France :

| # | Titre de l'épisode                   | Titre original                         | Régions et pays visités | Présentateurs/Voyageurs |
| - | ------------------------------------ | -------------------------------------- | ----------------------- | ----------------------- |
| 1 | Trekking au Viêt Nam                 | Trekking in Vietnam                    | Viêt Nam                | Zay Harding (en)        |
| 2 | Trekking au Laos                     | Trekking in Laos                       | Laos                    | Zay Harding (en)        |
| 3 | Trekking en Suisse                   | Trekking in Switzerland                | Suisse                  | Zay Harding (en)        |
| 4 | Trekking en Autriche                 | Trekking in Austria                    | Autriche                | Zay Harding (en)        |
| 5 | Trekking dans les iles Andaman, Inde | Trekking in The Andaman Islands, India | Inde                    | Holly Morris            |
| 6 | Trekking à Java                      | Trekking in Java                       | Indonésie               | Megan McCormick         |
| 7 | Meilleurs treks canadiens Vol. 1     | Best Canadian Treks Vol. 1             | Canada                  | Steve F. Dunn           |
| 8 | Meilleurs treks canadiens Vol. 2     | Best Canadian Treks Vol. 2             | Canada                  | Steve F. Dunn           |

##### Saison 4 (2003)
- Première diffusion :
  -  Royaume-Uni :
  -  États-Unis :
  -  France :

| #  | Titre de l'épisode                | Titre original                       | Régions et pays visités            | Présentateurs/Voyageurs  |
| -- | --------------------------------- | ------------------------------------ | ---------------------------------- | ------------------------ |
| 1  | Trekking au Gabon                 | Trekking in Gabon                    | Gabon                              | Holly Morris             |
| 2  | Trekking en Zambie et au Malawi   | Trekking in Zambia & Malawi*         | Zambie - Malawi                    | Holly Morris             |
| 3  | Trekking au Salvador              | Trekking in El Salvador*             | Salvador                           | Brianna Barnes           |
| 4  | Trekking au Cap-Vert              | Trekking in Cape Verde*              | Cap-Vert                           | Zoe Palmer               |
| 5  | Rafting à Futaleufu, Chili        | Rafting the Futaleufu, Chile         | Chili                              | Matt Young               |
| 6  | Trekking au Guyana                | Trekking in Guyana                   | Guyana                             | Matt Young               |
| 7  | Trekking en Albanie               | Trekking in Albania                  | Albanie                            | Zoe Palmer               |
| 8  | Les Îles Cook                     | The Cook Islands*                    | Îles Cook                          | Zoe Palmer               |
| 9  | Papouasie-Nouvelle-Guinée         | Papua New Guinea*                    | Papouasie-Nouvelle-Guinée          | Matt Young               |
| 10 | Les îles des Caraïbes             | The Caribbean Islands*               | France - Montserrat - Sainte-Lucie | Jimmy Haynes, Zoe Palmer |
| 11 | Les Balkans                       | The Balkans*                         | Bosnie-Herzégovine - Monténégro    | Zay Harding (en)         |
| 12 | Les Territoires du Nord, Autralie | The Northern Territories, Australia* | Australie                          | Zoe Palmer               |
| 13 | Le Colorado Trail                 | The Colorado Trail*                  | États-Unis                         | Holly Morris             |

* Certains extraits de ces épisodes apparaissent également dans des épisodes de Planète insolite pour les pays concernés.

#### Fiche technique
- Durée de chaque épisode : 30 minutes[48]
- Réalisation :
- Musique :
- Production : Ian Cross
- Sociétés de production : Pilot Productions
- Diffusion[52] :
  -  Royaume-Uni : Travel Channel
  -  États-Unis : Travel Channel - PBS
  -  France : Voyage

### Traditions et saveurs (Planet Food)

#### Synopsis
L'émission Traditions et saveurs (Planet Food en VO) est une déclinaison du programme Planète insolite dédiée à la gastronomie mondiale. Dans chaque épisode, les présentateurs/voyageurs, dont certains sont des chefs cuisiniers, partent à la découverte du patrimoine gastronomique et culinaire de pays et régions à travers le monde.
La production est lancée en 2003.

#### Présentateur/Voyageurs
Plusieurs présentateurs se sont succédé dans les différents épisodes de l'émission,.
- Brianna Barnes
- Bobby Chinn (en)[7]
- Christina Chang
- Katie Comer
- Tyler Florence (en)
- Peter Gordon (en)
- Judith Jones
- Padma Lakshmi
- Rosie Lovell
- Megan McCormick
- Angela May
- Ben O'Donoghue
- Merrilees Parker (en)
- Justine Shapiro

#### Liste des épisodes
Le programme est composé de six saisons et de 35 épisodes,,.

##### Saison 1
| #  | Titre de l'épisode                | Titre original                   | Régions et pays visités                                              | Présentateurs/Voyageurs |
| -- | --------------------------------- | -------------------------------- | -------------------------------------------------------------------- | ----------------------- |
| 1  | Brésil                            | Brazil                           | Brésil                                                               | Merrilees Parker (en)   |
| 2  | Bourgogne (France)                | Burgundy (France)                | France                                                               | Merrilees Parker (en)   |
| 3  | Les Caraibes                      | The Caribbean                    | France - Porto Rico - Saint-Christophe-et-Niévès - Trinité-et-Tobago | Merrilees Parker (en)   |
| 4  | Emilie Romagne & Toscane (Italie) | Emilia Romagna & Tuscany (Italy) | Italie                                                               | Tyler Florence (en)     |
| 5  | Allemagne                         | Germany                          | Allemagne                                                            | Merrilees Parker (en)   |
| 6  | Mexique                           | Mexico                           | Mexique                                                              | Tyler Florence (en)     |
| 7  | Maroc                             | Morocco                          | Maroc                                                                | Ben O'Donoghue          |
| 8  | Sud de l'Inde                     | South India                      | Inde                                                                 | Padma Lakshmi           |
| 9  | Sud de l'Espagne                  | Southern Spain                   | Espagne                                                              | Padma Lakshmi           |
| 10 | Thailande                         | Thailand                         | Thaïlande                                                            | Merrilees Parker (en)   |

##### Saison 2
| # | Titre de l'épisode | Titre original | Régions et pays visités              | Présentateurs/Voyageurs                                                   |
| - | ------------------ | -------------- | ------------------------------------ | ------------------------------------------------------------------------- |
| 1 | Japon              | Japan          | Japon                                | Merrilees Parker (en)                                                     |
| 2 | Liban              | Lebanon        | Liban                                | Merrilees Parker (en)                                                     |
| 3 | Malaisie           | Malaysia       | Malaisie                             | Merrilees Parker (en)                                                     |
| 4 | Scandinavie        | Scandinavia    | Danemark - Suède                     | Merrilees Parker (en)                                                     |
| 5 | Sud de la Chine    | Southern China | Chine                                | Peter Gordon (en)                                                         |
| 6 | Route des épices   | Spice Trails   | Chine - Inde - Indonésie - Sri Lanka | Tyler Florence (en), Padma Lakshmi, Ben O'Donoghue, Merrilees Parker (en) |

##### Saison 3
| # | Titre de l'épisode | Titre original | Régions et pays visités | Présentateurs/Voyageurs      |
| - | ------------------ | -------------- | ----------------------- | ---------------------------- |
| 1 | Grèce              | Greece         | Grèce                   | Angela May                   |
| 2 | Goa & Manille      | Goa & Manila   | Inde - Philippines      | Bobby Chinn (en), Angela May |
| 3 | Singapour          | Singapore      | Singapour               | Bobby Chinn (en), Angela May |

##### Saison 4
| # | Titre de l'épisode                    | Titre original                       | Régions et pays visités | Présentateurs/Voyageurs      |
| - | ------------------------------------- | ------------------------------------ | ----------------------- | ---------------------------- |
| 1 | Barcelone                             | Barcelona                            | Espagne                 | Angela May                   |
| 2 | Israël & les territoires palestiniens | Israel & The Palestinian Territories | Israël - Palestine      | Bobby Chinn (en), Angela May |
| 3 | Istanbul                              | Istanbul                             | Turquie                 | Bobby Chinn (en)             |

##### Saison 5
| # | Titre de l'épisode | Titre original | Régions et pays visités | Présentateurs/Voyageurs |
| - | ------------------ | -------------- | ----------------------- | ----------------------- |
| 1 | Angleterre         | England        | Royaume-Uni             | Rosie Lovell            |
| 2 | Provence           | Provence       | France                  | Rosie Lovell            |
| 3 | Zanzibar           | Zanzibar       | Protectorat de Zanzibar | Bobby Chinn (en)        |
| 5 | Sicile             | Sicily         | Italie                  | Bobby Chinn (en)        |
| 6 | Portugal           | Portugal       | Portugal                |                         |
| 7 | Pérou              | Peru           | Pérou                   |                         |

##### Saison 6
| # | Titre de l'épisode                     | Titre original                        | Régions et pays visités                                                     | Présentateurs/Voyageurs                                                                           |
| - | -------------------------------------- | ------------------------------------- | --------------------------------------------------------------------------- | ------------------------------------------------------------------------------------------------- |
| 1 | Planet Food Special: l'histoire du thé | Planet Food Special: The Story of Tea | Bangladesh - Birmanie - Chine - Inde - Japon - Maroc - Royaume-Uni - Taïwan | Bobby Chinn (en)                                                                                  |
| 2 | Irlande                                | Ireland                               | Irlande                                                                     | Bobby Chinn (en)                                                                                  |
| 3 | Le sud profond des USA                 | Deep South USA                        | États-Unis                                                                  | Bobby Chinn (en)                                                                                  |
| 4 | Petite et grande histoire du formage   | The Story and History of Cheese       | France - Italie - Pays-Bas - Royaume-Uni                                    | Brianna Barnes, Christina Chang, Bobby Chinn (en), Rosie Lovell, Megan McCormick, Justine Shapiro |
| 5 | Histoire du chocolat                   | Story of Chocolate                    | Mexique                                                                     | Judith Jones                                                                                      |
| 6 | Histoire du bœuf                       | Story of Beef                         |                                                                             | Katie Comer                                                                                       |
| 7 | Histoire de la bière                   | Story of Beer                         |                                                                             |                                                                                                   |

#### Fiche technique
- Durée de chaque épisode : 50 minutes
- Réalisation :
- Musique : Colin Winston-Fletcher
- Production : Ian Cross
- Sociétés de production : Pilot Productions
- Diffusion[60] :
  -  Royaume-Uni : BBC2, Travel Channel
  -  États-Unis : Food Network
  -  France: Voyage, France 5

### Bazaar

#### Synopsis
L'émission Bazaar est une déclinaison du programme Planète insolite dédiée aux plus beaux endroits pour faire du shopping à travers le monde.
La production est lancée en 2003.

#### Présentateurs/Voyageurs
- Brianna Barnes
- Estelle Bingham
- Josephine Buttler
- Bobby Chinn (en)
- Katie Comer
- Judith Jones
- Megan McCormick
- Flora Montgomery
- Holly Morris
- Adela Úcar
- Lucille Whitney
- Ian Wright

#### Liste des épisodes
Le programme est composé de deux saisons et de 27 épisodes.

##### Saison 1 (2003)
| #  | Titre de l'épisode | Titre original | Régions et pays visités | Présentateurs/Voyageurs        |
| -- | ------------------ | -------------- | ----------------------- | ------------------------------ |
| 1  | Los Angeles        | Los Angeles    | États-Unis              | Josephine Buttler (narratrice) |
| 2  | Bangkok            | Bangkok        | Thaïlande               | Estelle Bingham                |
| 3  | Londres            | London         | Royaume-Uni             | Estelle Bingham                |
| 4  | Vienne             | Vienna         | Autriche                | Estelle Bingham                |
| 5  | Berlin             | Berlin         | Allemagne               | Lucille Withney                |
| 6  | Miami              | Miami          | États-Unis              | Katie Comer                    |
| 7  | Singapour          | Singapore      | Singapour               | Katie Comer                    |
| 8  | Hong Kong          | Hong Kong      | Chine                   | Megan McCormick                |
| 9  | Dubai              | Dubai          | Dubaï                   | Megan McCormick                |
| 10 | Mexico             | Mexico City    | Mexique                 | Estelle Bingham                |
| 11 | Marrakech          | Marrakech      | Maroc                   | Megan McCormick                |
| 12 | Rio de Janeiro     | Rio de Janeiro | Brésil                  | Katie Comer                    |
| 13 | Florence           | Florence       | Italie                  | Katie Comer                    |

##### Saison 2 (2007)
| #  | Titre de l'épisode            | Titre original                 | Régions et pays visités                                                      | Présentateurs/Voyageurs                                               |
| -- | ----------------------------- | ------------------------------ | ---------------------------------------------------------------------------- | --------------------------------------------------------------------- |
| 1  | Londres - Cité du design      | London – Design City           | Royaume-Uni                                                                  | Katie Comer                                                           |
| 2  | Buenos Aires                  | Buenos Aires                   | Argentine                                                                    | Judith Jones                                                          |
| 3  | Londres - Magasins d'héritage | London – Heritage Shops        | Royaume-Uni                                                                  | Katie Comer                                                           |
| 4  | Trésors du monde islamique    | Treasures of the Islamic World | Bangladesh - Jordanie - Nigeria - Syrie - Turquie                            | Katie Comer, (narratrice), Bobby Chinn (en), Holly Morris, Adela Úcar |
| 5  | Zanzibar                      | Zanzibar                       | Protectorat de Zanzibar                                                      | Brianna Barnes                                                        |
| 6  | Sicile                        | Sicily                         | Italie                                                                       | Judith Jones                                                          |
| 7  | Lisbonne                      | Lisbon                         | Portugal                                                                     | Flora Montgomery                                                      |
| 8  | Istanbul                      | Istanbul                       | Turquie                                                                      | Flora Montgomery                                                      |
| 9  | Pérou                         | Peru                           | Pérou                                                                        | Brianna Barnes                                                        |
| 10 | Provence                      | Provence                       | France                                                                       | Katie Comer                                                           |
| 11 | Trésors de l'amérique latine  | Treasures of Latin America     | Argentine - Brésil - Mexique - Paraguay - Pérou                              | Brianna Barnes, Judith Jones, Holly Morris                            |
| 12 | Mexique                       | Mexico                         | Mexique                                                                      | Judith Jones                                                          |
| 13 | Cités de la Route de la Soie  | Silk Road Cities               | Chine - Italie - Kirghizistan - Ouzbékistan - Syrie - Turkménistan - Turquie | Bobby Chinn (en), Megan McCormick, Holly Morris                       |
| 14 | Delhi et Rajasthan            | Delhi and Rajasthan            | Inde                                                                         | Bobby Chinn (en), Holly Morris, Ian Wright                            |

#### Fiche technique
- Durée de chaque épisode : 50 minutes
- Réalisation :
- Musique : Colin Winston-Fletcher
- Production : Ian Cross
- Sociétés de production : Pilot Productions
- Diffusion[62] :
  -  Royaume-Uni : Travel Channel UK
  -  France: Voyage

### World Cafe Asia

#### Synopsis
L'émission World Cafe Asia est une déclinaison du programme Planète insolite. Chaque épisode suit le chef Bobby Chinn (en) qui explore la gastronomie de villes d'Asie à travers des marchés et restaurants qui les jalonnent.
La production est lancée en 2006.

#### Présentateurs/Voyageurs
- Bobby Chinn (en)

#### Liste des épisodes
Le programme est composé de deux saisons et de 21 épisodes.

##### Saison 1
| #  | Titre de l'épisode | Titre original    | Régions et pays visités |
| -- | ------------------ | ----------------- | ----------------------- |
| 1  | Amritsar - Pendjab | Amritsar - Punjab | Inde                    |
| 2  | Bali               | Bali              | Indonésie               |
| 3  | Bangkok            | Bangkok           | Thaïlande               |
| 4  | Pékin              | Beijing           | Chine                   |
| 5  | Hanoï              | Hanoi             | Viêt Nam                |
| 6  | Hong Kong          | Hong Kong         | Chine                   |
| 7  | Jaipur             | Jaipur            | Inde                    |
| 8  | Kuala Lumpur       | Kuala Lumpur      | Malaisie                |
| 9  | Penang             | Penang            | Malaisie                |
| 10 | Shanghai           | Shanghai          | Chine                   |
| 11 | Singapour          | Singapore         | Singapour               |
| 12 | Taipei             | Taipei            | Taïwan                  |
| 13 | Tokyo              | Tokyo             | Japon                   |

##### Saison 2
| # | Titre de l'épisode | Titre original | Régions et pays visités |
| - | ------------------ | -------------- | ----------------------- |
| 1 | Calcutta           | Calcutta       | Inde                    |
| 2 | Chengdu            | Chengdu        | Chine                   |
| 3 | Madras             | Chennai        | Inde                    |
| 4 | Jakarta            | Jakarta        | Indonésie               |
| 5 | Malacca            | Malacca        | Indonésie               |
| 6 | Manille            | Manila         | Philippines             |
| 7 | Sri Lanka          | Sri Lanka      | Sri Lanka               |
| 8 | Yunnan             | Yunnan         | Chine                   |

#### Fiche technique
- Durée de chaque épisode : 30 minutes[63]
- Réalisation :
- Musique :
- Production : Ian Cross
- Sociétés de production : Pilot Productions
- Diffusion :
  -  Royaume-Uni :
  -  États-Unis:
  -  France:

#### Récompenses
- Asian Television Awards 2007:
  - Meilleur présentateur de divertissement : Bobby Chinn (en)[65]

### World Cafe Middle East

#### Synopsis
L'émission World Café Middle East est une déclinaison du programme Planète insolite : sur le même principe que World Cafe Asia, le chef Bobby Chinn (en) explore la gastronomie du Moyen-Orient.
La production est lancée en 2009.

#### Présentateurs/Voyageurs
- Bobby Chinn (en)

#### Liste des épisodes
Le programme est composé d'un saison et de 4 épisodes.
| # | Titre de l'épisode     | Titre original     | Régions et pays visités |
| - | ---------------------- | ------------------ | ----------------------- |
| 1 | Le Caire & Alexandrie  | Cairo & Alexandria | Égypte                  |
| 2 | Damas & Alep           | Damascus & Aleppo  | Syrie                   |
| 3 | Istanbul               | Istanbul           | Turquie                 |
| 4 | Cisjordanie & Jordanie | West Bank & Jordan | Jordanie - Palestine    |

#### Fiche technique
- Durée de chaque épisode : 30 minutes[67]
- Réalisation :
- Musique :
- Production : Ian Cross
- Sociétés de production : Pilot Productions
- Diffusion :
  -  Royaume-Uni :
  -  États-Unis :
  -  France:

#### Récompenses
- Asian Television Awards 2010[68] :
  - Meilleur programme de divertissement : pour l'épisode World Café Middle East – Istanbul
  - Meilleur présentateur de divertissement : Bobby Chinn (en)

### Les trains de l'extrême (Tough Trains)

#### Synopsis
L'émission Tough Trains est une mini-série déclinée du programme Planète insolite qui explore certains des voyages en trains les plus uniques et les plus difficiles de la planète.
La production est lancée en 2013.

#### Présentateurs/Voyageurs
- Zay Harding (en)
- Ian Wright

#### Liste des épisodes
Le programme est composé d'une saison de 6 épisodes.
| # | Titre de l'épisode                          | Titre original                                   | Régions et pays visités | Présentateurs/Voyageurs |
| - | ------------------------------------------- | ------------------------------------------------ | ----------------------- | ----------------------- |
| 1 | Inde                                        | India’s Independence Railroads                   | Inde                    | Zay Harding (en)        |
| 2 | Cuba, la route du sucre                     | Cuba’s Sugar Trains                              | Cuba                    | Ian Wright              |
| 3 | Russie                                      | Siberia’s Ice Trains                             | Russie                  | Zay Harding (en)        |
| 4 | Viêt Nam                                    | Vietnam: The Reunification Express               | Viêt Nam                | Zay Harding (en)        |
| 5 | Voyage en Bolivie, du Pantanal au Pacifique | Across Bolivia: From the Pantanal to the Pacific | Bolivie                 | Zay Harding (en)        |
| 6 | La ligne transcontinentale américaine       | The American Transcontinental Railroad           | États-Unis              | Zay Harding (en)        |

#### Fiche technique
- Durée de chaque épisode : 52 minutes
- Réalisation :
- Musique :
- Production : Ian Cross
- Sociétés de production : Pilot Productions
- Diffusion[62] :
  -  Royaume-Uni :
  -  France:

### Bateaux de l'extrême (Tough Boats)

#### Synopsis
L'émission Bateaux de l'extrême (Tough Boats) est une mini-série déclinée du programme Planète insolite qui explore certains des voyages en bateaux les plus uniques et les plus difficiles de la planète.
La production est lancée en 2016.

#### Présentateurs/Voyageurs
- Zoe D'Amato
- Zay Harding (en)
- Holly Morris
- Ian Wright

#### Liste des épisodes
Le programme est composé d'une saison de 6 épisodes.
| # | Titre de l'épisode                 | Titre original                 | Régions et pays visités           | Présentateurs/Voyageurs |
| - | ---------------------------------- | ------------------------------ | --------------------------------- | ----------------------- |
| 1 | Bateaux de l'extrême sur l'Amazone | Tough Boats of the Amazon      | Pérou                             | Holly Morris            |
| 2 | Bateaux de l'extrême Tanzanie      | Tough Boats of Tanzania        | Tanzanie                          | Zay Harding (en)        |
| 3 | Bateaux de l'extrême Arctique      | Tough Boats of the Arctic      | Norvège                           | Ian Wright              |
| 4 | Bateaux de l'extrême Egypte        | Tough Boats of Egypt           | Égypte                            | Holly Morris            |
| 5 | Bateaux de l'extrême Grands Lacs   | Tough Boats: Great Lakes       | Michigan, Minnesota ( États-Unis) | Holly Morris            |
| 6 | Bateaux de l'extrême Philippines   | Tough Boats of The Philippines | Philippines                       | Zoe D'Amato             |

#### Fiche technique
- Durée de chaque épisode : 52 minutes
- Réalisation :
- Musique :
- Production : Ian Cross
- Sociétés de production : Pilot Productions
- Diffusion[62] :
  -  Royaume-Uni :
  -  France:

### Routes insolites (Tough Trucks)

#### Synopsis
L'émission Routes insolites (Tough Trucks) est une mini-série déclinée du programme Planète insolite qui explore certains des voyages en camion les plus uniques et les plus difficiles de la planète.
La production est lancée en 2017. En France, les 6 épisodes de cette min-série sont parfois intégrés dans une collection globale d'émissions documentaires appelée Les camions de l'extrême.

#### Présentateurs/Voyageurs
- Laura Guiauchain
- Zay Harding (en)
- Holly Morris

#### Liste des épisodes
Le programme est composé d'une saison de 6 épisodes.
| # | Titre de l'épisode         | Titre original            | Régions et pays visités | Présentateurs/Voyageurs |
| - | -------------------------- | ------------------------- | ----------------------- | ----------------------- |
| 1 | Routes insolites Islande   | Tough Trucks of Iceland   | Islande                 | Laura Guiauchain        |
| 2 | Routes insolites Turquie   | Tough Trucks of Turkey    | Turquie                 | Holly Morris            |
| 3 | Routes insolites Guatemala | Tough Trucks of Guatemala | Guatemala               | Zay Harding (en)        |
| 4 | Routes insolites Sibérie   | Tough Trucks of Siberia   | Russie                  | Zay Harding (en)        |
| 5 | Routes insolites Maroc     | Tough Trucks of Morocco   | Maroc                   | Laura Guiauchain        |
| 6 | Routes insolites Éthiopie  | Tough Trucks of Ethiopia  | Éthiopie                | Zay Harding (en)        |

#### Fiche technique
- Durée de chaque épisode : 52 minutes
- Réalisation :
- Musique :
- Production : Ian Cross
- Sociétés de production : Pilot Productions
- Diffusion[62] :
  -  Royaume-Uni : Travel Channel UK
  -  France:

## Sources
- (en) Cet article est partiellement ou en totalité issu de l’article de Wikipédia en anglais intitulé « Globe Trekker » (voir la liste des auteurs).